# Ryoji Ujihara
Ryoji Ujihara (氏原 良二 Ujihara Ryōji?, nacido el 10 de mayo de 1981 en Kagawa) es un exfutbolista japonés. Jugaba de delantero y su último club fue el Thespa Kusatsu de Japón.

## Trayectoria

### Clubes
| Club                 | País  | Año         |
| -------------------- | ----- | ----------- |
| Nagoya Grampus Eight | Japón | 2000 - 2004 |
| Albirex Niigata      | Japón | 2001 - 2002 |
| Sagan Tosu           | Japón | 2005        |
| Montedio Yamagata    | Japón | 2006        |
| Thespa Kusatsu       | Japón | 2007 - 2010 |